# Gallinago jamesoni
Gallinago jamesoni là một loài chim trong họ Scolopacidae.